# Nico Moyaert
Nico Moyaert (1963) is een Belgisch Vlaams-nationalistisch partijmedewerker voor de Volksunie en de N-VA.

## Levensloop
Nico Moyaert studeerde politieke en sociale wetenschappen aan de Katholieke Universiteit Leuven en volgde ook de opleidingen bedrijfscommunicatie, marketingcommunicatie, marketing en marketingmanagement.
Van 1986 tot 1988 was hij stafmedewerker van het Vormingscentrum Lodewijk Dosfel en de Vlaamse Academie voor Culturele Belangen. In 1988 ging hij bij de Volksunie aan de slag, eerst als coördinator Organisatie en Communicatie en vanaf 1992 als algemeen directeur, wat hij na 2001 ook van de N-VA bleef. In 2004 was Moyaert gedelegeerd bestuurder van Campingfederatie-CKVB. Van 2004 tot 2008 was hij raadgeer toerisme op het kabinet van Vlaams minister van Bestuurszaken, Buitenlands Beleid, Media en Toerisme Geert Bourgeois en van 2008 tot 2011 was hij algemeen directeur van de vzw Confederatie van Immobiliënberoepen Vlaanderen (CIB Vlaanderen), de beroepsfederatie van de vastgoedsector. In 2012 was hij gedurende een korte periode tekstschrijver en senior writer voor de N-VA. Sinds 2013 is Moyaert voor die partij fractiesecretaris in het Vlaams Parlement. Sinds 2015 is hij tevens lid van de raad van bestuur van de Vlaamse Radio- en Televisieomroeporganisatie (VRT).
Moyaert werkte tussendoor als zaakvoerder van Communicatie-Atelier Moyaert als freelance-redacteur en tekstschrijver.